# Bel Kaufmanová
Bel Kaufmanová (10. května 1911 Berlín – 25. července 2014 New York) byla americká spisovatelka.
Pocházela z rodiny ruských židovských intelektuálů, její matka byla dcerou Šoloma Alejchema. Narodila se v Berlíně, kde její otec studoval medicínu, pak žila rodina v Oděse a roku 1922 se vystěhovala do USA. Bel vystudovala literaturu na Kolumbijské univerzitě a stala se středoškolskou učitelkou.
Své zážitky zpracovala v knize Nahoru po schodišti dolů (první vydání 1964), ironicky popisující americký vzdělávací systém, v němž se pedagogové kvůli přebujelé byrokracii, nedostatku učebních pomůcek a neustálému řešení kázeňských problémů prakticky vůbec nedostanou k výuce. Kniha je originální i po formální stránce: postrádá vypravěče i lineární děj, je mozaikou dopisů, oběžníků, protokolů a studentských slohových prací, dokumentujících první školní rok začínající učitelky na střední škole v chudinské čtvrti New Yorku. Román se držel 64 týdnů na žebříčku bestsellerů podle The New York Times, z toho pět měsíců na prvním místě, vznikla jeho dramatizace i filmová verze, kterou natočil v roce 1967 Robert Mulligan a hlavní roli hrála Sandy Dennisová. Česky vyšla kniha v roce 1971 v překladu Luby a Rudolfa Pellarových.
Napsala také řadu novinových článků, črt, povídek i román Love, etc. (1979), které však nedosáhly úspěchu prvotiny. Pohostinsky přednášela na univerzitách o jidiš a židovském humoru, působila v nadaci pečující o odkaz Šoloma Alejchema, obdržela čestnou cenu Anti-Defamation League. Dožila se 103 let.